# Bindning (schack)
|   | a | b | c | d | e | f | g | h |   |
| 8 | b8 svart torn · g8 svart kung · c7 svart bonde · f7 svart bonde · h7 svart bonde · d6 svart bonde · g6 svart bonde · d5 svart löpare · b4 vit springare · c3 vit bonde · e3 vit bonde · f2 vit bonde · g2 vit bonde · h2 vit bonde · e1 vit kung · h1 vit torn | b8 svart torn · g8 svart kung · c7 svart bonde · f7 svart bonde · h7 svart bonde · d6 svart bonde · g6 svart bonde · d5 svart löpare · b4 vit springare · c3 vit bonde · e3 vit bonde · f2 vit bonde · g2 vit bonde · h2 vit bonde · e1 vit kung · h1 vit torn | b8 svart torn · g8 svart kung · c7 svart bonde · f7 svart bonde · h7 svart bonde · d6 svart bonde · g6 svart bonde · d5 svart löpare · b4 vit springare · c3 vit bonde · e3 vit bonde · f2 vit bonde · g2 vit bonde · h2 vit bonde · e1 vit kung · h1 vit torn | b8 svart torn · g8 svart kung · c7 svart bonde · f7 svart bonde · h7 svart bonde · d6 svart bonde · g6 svart bonde · d5 svart löpare · b4 vit springare · c3 vit bonde · e3 vit bonde · f2 vit bonde · g2 vit bonde · h2 vit bonde · e1 vit kung · h1 vit torn | b8 svart torn · g8 svart kung · c7 svart bonde · f7 svart bonde · h7 svart bonde · d6 svart bonde · g6 svart bonde · d5 svart löpare · b4 vit springare · c3 vit bonde · e3 vit bonde · f2 vit bonde · g2 vit bonde · h2 vit bonde · e1 vit kung · h1 vit torn | b8 svart torn · g8 svart kung · c7 svart bonde · f7 svart bonde · h7 svart bonde · d6 svart bonde · g6 svart bonde · d5 svart löpare · b4 vit springare · c3 vit bonde · e3 vit bonde · f2 vit bonde · g2 vit bonde · h2 vit bonde · e1 vit kung · h1 vit torn | b8 svart torn · g8 svart kung · c7 svart bonde · f7 svart bonde · h7 svart bonde · d6 svart bonde · g6 svart bonde · d5 svart löpare · b4 vit springare · c3 vit bonde · e3 vit bonde · f2 vit bonde · g2 vit bonde · h2 vit bonde · e1 vit kung · h1 vit torn | b8 svart torn · g8 svart kung · c7 svart bonde · f7 svart bonde · h7 svart bonde · d6 svart bonde · g6 svart bonde · d5 svart löpare · b4 vit springare · c3 vit bonde · e3 vit bonde · f2 vit bonde · g2 vit bonde · h2 vit bonde · e1 vit kung · h1 vit torn | 8 |
| 7 | b8 svart torn · g8 svart kung · c7 svart bonde · f7 svart bonde · h7 svart bonde · d6 svart bonde · g6 svart bonde · d5 svart löpare · b4 vit springare · c3 vit bonde · e3 vit bonde · f2 vit bonde · g2 vit bonde · h2 vit bonde · e1 vit kung · h1 vit torn | b8 svart torn · g8 svart kung · c7 svart bonde · f7 svart bonde · h7 svart bonde · d6 svart bonde · g6 svart bonde · d5 svart löpare · b4 vit springare · c3 vit bonde · e3 vit bonde · f2 vit bonde · g2 vit bonde · h2 vit bonde · e1 vit kung · h1 vit torn | b8 svart torn · g8 svart kung · c7 svart bonde · f7 svart bonde · h7 svart bonde · d6 svart bonde · g6 svart bonde · d5 svart löpare · b4 vit springare · c3 vit bonde · e3 vit bonde · f2 vit bonde · g2 vit bonde · h2 vit bonde · e1 vit kung · h1 vit torn | b8 svart torn · g8 svart kung · c7 svart bonde · f7 svart bonde · h7 svart bonde · d6 svart bonde · g6 svart bonde · d5 svart löpare · b4 vit springare · c3 vit bonde · e3 vit bonde · f2 vit bonde · g2 vit bonde · h2 vit bonde · e1 vit kung · h1 vit torn | b8 svart torn · g8 svart kung · c7 svart bonde · f7 svart bonde · h7 svart bonde · d6 svart bonde · g6 svart bonde · d5 svart löpare · b4 vit springare · c3 vit bonde · e3 vit bonde · f2 vit bonde · g2 vit bonde · h2 vit bonde · e1 vit kung · h1 vit torn | b8 svart torn · g8 svart kung · c7 svart bonde · f7 svart bonde · h7 svart bonde · d6 svart bonde · g6 svart bonde · d5 svart löpare · b4 vit springare · c3 vit bonde · e3 vit bonde · f2 vit bonde · g2 vit bonde · h2 vit bonde · e1 vit kung · h1 vit torn | b8 svart torn · g8 svart kung · c7 svart bonde · f7 svart bonde · h7 svart bonde · d6 svart bonde · g6 svart bonde · d5 svart löpare · b4 vit springare · c3 vit bonde · e3 vit bonde · f2 vit bonde · g2 vit bonde · h2 vit bonde · e1 vit kung · h1 vit torn | b8 svart torn · g8 svart kung · c7 svart bonde · f7 svart bonde · h7 svart bonde · d6 svart bonde · g6 svart bonde · d5 svart löpare · b4 vit springare · c3 vit bonde · e3 vit bonde · f2 vit bonde · g2 vit bonde · h2 vit bonde · e1 vit kung · h1 vit torn | 7 |
| 6 | b8 svart torn · g8 svart kung · c7 svart bonde · f7 svart bonde · h7 svart bonde · d6 svart bonde · g6 svart bonde · d5 svart löpare · b4 vit springare · c3 vit bonde · e3 vit bonde · f2 vit bonde · g2 vit bonde · h2 vit bonde · e1 vit kung · h1 vit torn | b8 svart torn · g8 svart kung · c7 svart bonde · f7 svart bonde · h7 svart bonde · d6 svart bonde · g6 svart bonde · d5 svart löpare · b4 vit springare · c3 vit bonde · e3 vit bonde · f2 vit bonde · g2 vit bonde · h2 vit bonde · e1 vit kung · h1 vit torn | b8 svart torn · g8 svart kung · c7 svart bonde · f7 svart bonde · h7 svart bonde · d6 svart bonde · g6 svart bonde · d5 svart löpare · b4 vit springare · c3 vit bonde · e3 vit bonde · f2 vit bonde · g2 vit bonde · h2 vit bonde · e1 vit kung · h1 vit torn | b8 svart torn · g8 svart kung · c7 svart bonde · f7 svart bonde · h7 svart bonde · d6 svart bonde · g6 svart bonde · d5 svart löpare · b4 vit springare · c3 vit bonde · e3 vit bonde · f2 vit bonde · g2 vit bonde · h2 vit bonde · e1 vit kung · h1 vit torn | b8 svart torn · g8 svart kung · c7 svart bonde · f7 svart bonde · h7 svart bonde · d6 svart bonde · g6 svart bonde · d5 svart löpare · b4 vit springare · c3 vit bonde · e3 vit bonde · f2 vit bonde · g2 vit bonde · h2 vit bonde · e1 vit kung · h1 vit torn | b8 svart torn · g8 svart kung · c7 svart bonde · f7 svart bonde · h7 svart bonde · d6 svart bonde · g6 svart bonde · d5 svart löpare · b4 vit springare · c3 vit bonde · e3 vit bonde · f2 vit bonde · g2 vit bonde · h2 vit bonde · e1 vit kung · h1 vit torn | b8 svart torn · g8 svart kung · c7 svart bonde · f7 svart bonde · h7 svart bonde · d6 svart bonde · g6 svart bonde · d5 svart löpare · b4 vit springare · c3 vit bonde · e3 vit bonde · f2 vit bonde · g2 vit bonde · h2 vit bonde · e1 vit kung · h1 vit torn | b8 svart torn · g8 svart kung · c7 svart bonde · f7 svart bonde · h7 svart bonde · d6 svart bonde · g6 svart bonde · d5 svart löpare · b4 vit springare · c3 vit bonde · e3 vit bonde · f2 vit bonde · g2 vit bonde · h2 vit bonde · e1 vit kung · h1 vit torn | 6 |
| 5 | b8 svart torn · g8 svart kung · c7 svart bonde · f7 svart bonde · h7 svart bonde · d6 svart bonde · g6 svart bonde · d5 svart löpare · b4 vit springare · c3 vit bonde · e3 vit bonde · f2 vit bonde · g2 vit bonde · h2 vit bonde · e1 vit kung · h1 vit torn | b8 svart torn · g8 svart kung · c7 svart bonde · f7 svart bonde · h7 svart bonde · d6 svart bonde · g6 svart bonde · d5 svart löpare · b4 vit springare · c3 vit bonde · e3 vit bonde · f2 vit bonde · g2 vit bonde · h2 vit bonde · e1 vit kung · h1 vit torn | b8 svart torn · g8 svart kung · c7 svart bonde · f7 svart bonde · h7 svart bonde · d6 svart bonde · g6 svart bonde · d5 svart löpare · b4 vit springare · c3 vit bonde · e3 vit bonde · f2 vit bonde · g2 vit bonde · h2 vit bonde · e1 vit kung · h1 vit torn | b8 svart torn · g8 svart kung · c7 svart bonde · f7 svart bonde · h7 svart bonde · d6 svart bonde · g6 svart bonde · d5 svart löpare · b4 vit springare · c3 vit bonde · e3 vit bonde · f2 vit bonde · g2 vit bonde · h2 vit bonde · e1 vit kung · h1 vit torn | b8 svart torn · g8 svart kung · c7 svart bonde · f7 svart bonde · h7 svart bonde · d6 svart bonde · g6 svart bonde · d5 svart löpare · b4 vit springare · c3 vit bonde · e3 vit bonde · f2 vit bonde · g2 vit bonde · h2 vit bonde · e1 vit kung · h1 vit torn | b8 svart torn · g8 svart kung · c7 svart bonde · f7 svart bonde · h7 svart bonde · d6 svart bonde · g6 svart bonde · d5 svart löpare · b4 vit springare · c3 vit bonde · e3 vit bonde · f2 vit bonde · g2 vit bonde · h2 vit bonde · e1 vit kung · h1 vit torn | b8 svart torn · g8 svart kung · c7 svart bonde · f7 svart bonde · h7 svart bonde · d6 svart bonde · g6 svart bonde · d5 svart löpare · b4 vit springare · c3 vit bonde · e3 vit bonde · f2 vit bonde · g2 vit bonde · h2 vit bonde · e1 vit kung · h1 vit torn | b8 svart torn · g8 svart kung · c7 svart bonde · f7 svart bonde · h7 svart bonde · d6 svart bonde · g6 svart bonde · d5 svart löpare · b4 vit springare · c3 vit bonde · e3 vit bonde · f2 vit bonde · g2 vit bonde · h2 vit bonde · e1 vit kung · h1 vit torn | 5 |
| 4 | b8 svart torn · g8 svart kung · c7 svart bonde · f7 svart bonde · h7 svart bonde · d6 svart bonde · g6 svart bonde · d5 svart löpare · b4 vit springare · c3 vit bonde · e3 vit bonde · f2 vit bonde · g2 vit bonde · h2 vit bonde · e1 vit kung · h1 vit torn | b8 svart torn · g8 svart kung · c7 svart bonde · f7 svart bonde · h7 svart bonde · d6 svart bonde · g6 svart bonde · d5 svart löpare · b4 vit springare · c3 vit bonde · e3 vit bonde · f2 vit bonde · g2 vit bonde · h2 vit bonde · e1 vit kung · h1 vit torn | b8 svart torn · g8 svart kung · c7 svart bonde · f7 svart bonde · h7 svart bonde · d6 svart bonde · g6 svart bonde · d5 svart löpare · b4 vit springare · c3 vit bonde · e3 vit bonde · f2 vit bonde · g2 vit bonde · h2 vit bonde · e1 vit kung · h1 vit torn | b8 svart torn · g8 svart kung · c7 svart bonde · f7 svart bonde · h7 svart bonde · d6 svart bonde · g6 svart bonde · d5 svart löpare · b4 vit springare · c3 vit bonde · e3 vit bonde · f2 vit bonde · g2 vit bonde · h2 vit bonde · e1 vit kung · h1 vit torn | b8 svart torn · g8 svart kung · c7 svart bonde · f7 svart bonde · h7 svart bonde · d6 svart bonde · g6 svart bonde · d5 svart löpare · b4 vit springare · c3 vit bonde · e3 vit bonde · f2 vit bonde · g2 vit bonde · h2 vit bonde · e1 vit kung · h1 vit torn | b8 svart torn · g8 svart kung · c7 svart bonde · f7 svart bonde · h7 svart bonde · d6 svart bonde · g6 svart bonde · d5 svart löpare · b4 vit springare · c3 vit bonde · e3 vit bonde · f2 vit bonde · g2 vit bonde · h2 vit bonde · e1 vit kung · h1 vit torn | b8 svart torn · g8 svart kung · c7 svart bonde · f7 svart bonde · h7 svart bonde · d6 svart bonde · g6 svart bonde · d5 svart löpare · b4 vit springare · c3 vit bonde · e3 vit bonde · f2 vit bonde · g2 vit bonde · h2 vit bonde · e1 vit kung · h1 vit torn | b8 svart torn · g8 svart kung · c7 svart bonde · f7 svart bonde · h7 svart bonde · d6 svart bonde · g6 svart bonde · d5 svart löpare · b4 vit springare · c3 vit bonde · e3 vit bonde · f2 vit bonde · g2 vit bonde · h2 vit bonde · e1 vit kung · h1 vit torn | 4 |
| 3 | b8 svart torn · g8 svart kung · c7 svart bonde · f7 svart bonde · h7 svart bonde · d6 svart bonde · g6 svart bonde · d5 svart löpare · b4 vit springare · c3 vit bonde · e3 vit bonde · f2 vit bonde · g2 vit bonde · h2 vit bonde · e1 vit kung · h1 vit torn | b8 svart torn · g8 svart kung · c7 svart bonde · f7 svart bonde · h7 svart bonde · d6 svart bonde · g6 svart bonde · d5 svart löpare · b4 vit springare · c3 vit bonde · e3 vit bonde · f2 vit bonde · g2 vit bonde · h2 vit bonde · e1 vit kung · h1 vit torn | b8 svart torn · g8 svart kung · c7 svart bonde · f7 svart bonde · h7 svart bonde · d6 svart bonde · g6 svart bonde · d5 svart löpare · b4 vit springare · c3 vit bonde · e3 vit bonde · f2 vit bonde · g2 vit bonde · h2 vit bonde · e1 vit kung · h1 vit torn | b8 svart torn · g8 svart kung · c7 svart bonde · f7 svart bonde · h7 svart bonde · d6 svart bonde · g6 svart bonde · d5 svart löpare · b4 vit springare · c3 vit bonde · e3 vit bonde · f2 vit bonde · g2 vit bonde · h2 vit bonde · e1 vit kung · h1 vit torn | b8 svart torn · g8 svart kung · c7 svart bonde · f7 svart bonde · h7 svart bonde · d6 svart bonde · g6 svart bonde · d5 svart löpare · b4 vit springare · c3 vit bonde · e3 vit bonde · f2 vit bonde · g2 vit bonde · h2 vit bonde · e1 vit kung · h1 vit torn | b8 svart torn · g8 svart kung · c7 svart bonde · f7 svart bonde · h7 svart bonde · d6 svart bonde · g6 svart bonde · d5 svart löpare · b4 vit springare · c3 vit bonde · e3 vit bonde · f2 vit bonde · g2 vit bonde · h2 vit bonde · e1 vit kung · h1 vit torn | b8 svart torn · g8 svart kung · c7 svart bonde · f7 svart bonde · h7 svart bonde · d6 svart bonde · g6 svart bonde · d5 svart löpare · b4 vit springare · c3 vit bonde · e3 vit bonde · f2 vit bonde · g2 vit bonde · h2 vit bonde · e1 vit kung · h1 vit torn | b8 svart torn · g8 svart kung · c7 svart bonde · f7 svart bonde · h7 svart bonde · d6 svart bonde · g6 svart bonde · d5 svart löpare · b4 vit springare · c3 vit bonde · e3 vit bonde · f2 vit bonde · g2 vit bonde · h2 vit bonde · e1 vit kung · h1 vit torn | 3 |
| 2 | b8 svart torn · g8 svart kung · c7 svart bonde · f7 svart bonde · h7 svart bonde · d6 svart bonde · g6 svart bonde · d5 svart löpare · b4 vit springare · c3 vit bonde · e3 vit bonde · f2 vit bonde · g2 vit bonde · h2 vit bonde · e1 vit kung · h1 vit torn | b8 svart torn · g8 svart kung · c7 svart bonde · f7 svart bonde · h7 svart bonde · d6 svart bonde · g6 svart bonde · d5 svart löpare · b4 vit springare · c3 vit bonde · e3 vit bonde · f2 vit bonde · g2 vit bonde · h2 vit bonde · e1 vit kung · h1 vit torn | b8 svart torn · g8 svart kung · c7 svart bonde · f7 svart bonde · h7 svart bonde · d6 svart bonde · g6 svart bonde · d5 svart löpare · b4 vit springare · c3 vit bonde · e3 vit bonde · f2 vit bonde · g2 vit bonde · h2 vit bonde · e1 vit kung · h1 vit torn | b8 svart torn · g8 svart kung · c7 svart bonde · f7 svart bonde · h7 svart bonde · d6 svart bonde · g6 svart bonde · d5 svart löpare · b4 vit springare · c3 vit bonde · e3 vit bonde · f2 vit bonde · g2 vit bonde · h2 vit bonde · e1 vit kung · h1 vit torn | b8 svart torn · g8 svart kung · c7 svart bonde · f7 svart bonde · h7 svart bonde · d6 svart bonde · g6 svart bonde · d5 svart löpare · b4 vit springare · c3 vit bonde · e3 vit bonde · f2 vit bonde · g2 vit bonde · h2 vit bonde · e1 vit kung · h1 vit torn | b8 svart torn · g8 svart kung · c7 svart bonde · f7 svart bonde · h7 svart bonde · d6 svart bonde · g6 svart bonde · d5 svart löpare · b4 vit springare · c3 vit bonde · e3 vit bonde · f2 vit bonde · g2 vit bonde · h2 vit bonde · e1 vit kung · h1 vit torn | b8 svart torn · g8 svart kung · c7 svart bonde · f7 svart bonde · h7 svart bonde · d6 svart bonde · g6 svart bonde · d5 svart löpare · b4 vit springare · c3 vit bonde · e3 vit bonde · f2 vit bonde · g2 vit bonde · h2 vit bonde · e1 vit kung · h1 vit torn | b8 svart torn · g8 svart kung · c7 svart bonde · f7 svart bonde · h7 svart bonde · d6 svart bonde · g6 svart bonde · d5 svart löpare · b4 vit springare · c3 vit bonde · e3 vit bonde · f2 vit bonde · g2 vit bonde · h2 vit bonde · e1 vit kung · h1 vit torn | 2 |
| 1 | b8 svart torn · g8 svart kung · c7 svart bonde · f7 svart bonde · h7 svart bonde · d6 svart bonde · g6 svart bonde · d5 svart löpare · b4 vit springare · c3 vit bonde · e3 vit bonde · f2 vit bonde · g2 vit bonde · h2 vit bonde · e1 vit kung · h1 vit torn | b8 svart torn · g8 svart kung · c7 svart bonde · f7 svart bonde · h7 svart bonde · d6 svart bonde · g6 svart bonde · d5 svart löpare · b4 vit springare · c3 vit bonde · e3 vit bonde · f2 vit bonde · g2 vit bonde · h2 vit bonde · e1 vit kung · h1 vit torn | b8 svart torn · g8 svart kung · c7 svart bonde · f7 svart bonde · h7 svart bonde · d6 svart bonde · g6 svart bonde · d5 svart löpare · b4 vit springare · c3 vit bonde · e3 vit bonde · f2 vit bonde · g2 vit bonde · h2 vit bonde · e1 vit kung · h1 vit torn | b8 svart torn · g8 svart kung · c7 svart bonde · f7 svart bonde · h7 svart bonde · d6 svart bonde · g6 svart bonde · d5 svart löpare · b4 vit springare · c3 vit bonde · e3 vit bonde · f2 vit bonde · g2 vit bonde · h2 vit bonde · e1 vit kung · h1 vit torn | b8 svart torn · g8 svart kung · c7 svart bonde · f7 svart bonde · h7 svart bonde · d6 svart bonde · g6 svart bonde · d5 svart löpare · b4 vit springare · c3 vit bonde · e3 vit bonde · f2 vit bonde · g2 vit bonde · h2 vit bonde · e1 vit kung · h1 vit torn | b8 svart torn · g8 svart kung · c7 svart bonde · f7 svart bonde · h7 svart bonde · d6 svart bonde · g6 svart bonde · d5 svart löpare · b4 vit springare · c3 vit bonde · e3 vit bonde · f2 vit bonde · g2 vit bonde · h2 vit bonde · e1 vit kung · h1 vit torn | b8 svart torn · g8 svart kung · c7 svart bonde · f7 svart bonde · h7 svart bonde · d6 svart bonde · g6 svart bonde · d5 svart löpare · b4 vit springare · c3 vit bonde · e3 vit bonde · f2 vit bonde · g2 vit bonde · h2 vit bonde · e1 vit kung · h1 vit torn | b8 svart torn · g8 svart kung · c7 svart bonde · f7 svart bonde · h7 svart bonde · d6 svart bonde · g6 svart bonde · d5 svart löpare · b4 vit springare · c3 vit bonde · e3 vit bonde · f2 vit bonde · g2 vit bonde · h2 vit bonde · e1 vit kung · h1 vit torn | 1 |
|   | a | b | c | d | e | f | g | h |   |

En bindning eller fängsling uppstår i schack när en attackerad pjäs inte kan flyttas utan att exponera en mer värdefull pjäs, vanligen kungen. Bindningar begränsar motståndarpjäsernas rörlighet.
Bindningen brukar räknas som en av de vanligaste taktikerna i schack. Inom svensk nybörjarschack används ofta samlingsnamnet "GABIÖ" (Gaffel, Avdragare, Bindning, Instängning och Överlastning). GABIÖ står för de fem standardtaktikerna i schack.